# Mansour Ojjeh
Mansour Ojjeh (Ginevra, 25 settembre 1952 – Ginevra, 6 giugno 2021) è stato un imprenditore francese con cittadinanza saudita, azionista della scuderia McLaren di Formula 1 e proprietario della Techniques d'Avant Garde (TAG), compagnia d'investimento sponsor per anni della Williams e poi della stessa McLaren, di cui egli deteneva il 15% del pacchetto azionario.

## Biografia
Mansour Ojjeh nacque da madre francese e da Akram Ojjeh, imprenditore saudita, fondatore della TAG, inizialmente una società di investimento che operava tra Europa e Medio Oriente.
Appassionato di automobilismo, Ojjeh nel 1979 con la società di famiglia TAG, diventò il principale sponsor della scuderia Williams; gli ingenti capitali del nuovo sponsor consentiranno a Patrick Head di realizzare automobili competitive che porteranno il team ad aggiudicarsi il campionato del 1980 con Alan Jones e quello del 1982 con Keke Rosberg.
Nel 1982 Ron Dennis della scuderia McLaren, chiese a Ojjeh di diventare partner della scuderia, l'imprenditore accettò e investì 5 milioni di dollari in un motore turbo costruito dalla Porsche che fu presentato al pubblico nel 1983. Con il nuovo motore la McLaren, a partire dal 1984, dominò i campionati vincendo il titolo nel 1984 con Niki Lauda e nel 1985 e 1986 con Alain Prost. Dal 1983 Ojjeh diventò il principale azionista della scuderia britannica.
Nel 1985 la TAG acquistò l'azienda svizzera Heuer, produttrice di orologi sportivi, dando così vita alla TAG Heuer.
Mansour Ojjeh è morto il 6 giugno 2021 all'età di 68 anni.